# بنو جمح

بنو جمح هم بطن من بطون قريش وكان فيهم الإيسار وهو تولية قداح الأصنام للاستقسام.

## نسبهم
هم بنو جُمح بن عمرو بن هصيص بن كعب بن لؤي بن غالب بن فهر بن مالك بن النضر وهو قريش بن كنانة بن خزيمة بن مدركة بن إلياس بن مضر بن نزار بن معد بن عدنان وهم أخوة لبني سهم ويشكلون معاً بني هصيص لأنهم أبناء عمرو بن هصيص بن كعب.
- وأمهما: الألوف بنت عُدَي بن كعب القرشية.[2]

## أعلام من بني جمح
- الصحابي عثمان بن مظعون الجمحي القرشي.
- الصحابي عمير بن وهب الجمحي.
- الصحابي سعيد بن عامر الجمحي
- أمية بن خلف الجمحي، وابنه:
  - الصحابي صفوان بن أمية الجمحي، وحفيده:
    - حنظلة بن أبي سفيان الجمحي.

  - عامر بن مسعود الجمحي
- أبو عزة الجمحي
- أبو محذورة الجمحي
- عبد الله بن محيريز الجمحي